# Intoleranz (Medizin)
Eine Intoleranz (lateinisch intolerantia, von tolerāre, „ertragen“, „aushalten“ mit verneinender Vorsilbe in-) ist in der Medizin eine ursächlich verschiedene Gruppe von Stoffwechselstörungen, die wegen unzureichender Verarbeitung zugeführter oder freigesetzter Substanzen entstehen. Oft ist ein Enzymdefekt oder Enzymmangel die Ursache.
Da eine Allergie, eine Pseudoallergie oder eine Intoleranz ähnliche Symptome verursachen können, werden diese Begriffe im allgemeinen Sprachgebrauch undifferenziert und fälschlicherweise oft synonym verwendet. Richtig wäre, solange die Diagnose nicht gesichert ist, die neutralen Begriffe Unverträglichkeit, Überempfindlichkeitsreaktion oder unerwünschte Nebenwirkung zu verwenden.
Die Intoleranz äußert sich durch Vergiftungssymptome, wenn ein bestimmter Stoff in an sich normaler Dosierung zugeführt wird oder eine an sich normale Konzentration eines bestimmten Stoffes im Körper vorliegt. Dabei sind Immunsystem (im Gegensatz zur echten Allergie) oder Mediatoren wie Histamin (im Gegensatz zur Pseudoallergie) definitionsgemäß nicht beteiligt. Als Pathomechanismen gelten neben den Enzymopathien auch Komplementaktivierungen, übermäßig labile Zellmembranen von Mastzellen und basophilen Granulozyten oder Stoffwechselstörungen der Arachidonsäure.
Beispiele sind 
- die Nahrungsmittel-Intoleranzen wie
  - die Milchzuckerunverträglichkeit bei Laktoseintoleranz und
- die klinisch wichtige Analgetika-Intoleranz;[2]
- die Histamin-Intoleranz
- die anaphylaktoide Reaktion ist ein den Pathomechanismus der Intoleranz abbildender Begriff. Sie kann in der Stärke bis zum allergischen anaphylaktischen Schock reichen, hat aber im Gegensatz zu diesem keine vorangehende Sensibilisierungsphase und tritt oft bei Verabreichung von Medikamenten wie Analgetika, Anästhetika oder Röntgenkontrastmitteln auf.[3] („Oft“ in Bezug auf alle Fälle anaphylaktoider Reaktionen; als unerwünschte Nebenwirkung machen diese jedoch umgekehrt nur einen sehr kleinen Teil aller Analgetika- und Anästhetika-Nebenwirkungen aus.)
- Die Zöliakie/einheimische Sprue wird meist auch unter die Intoleranzen gefasst,[1] obwohl hier Autoantikörper des Immunsystems erst die Grundlage für die Fehlfunktion der Verdauung an sich harmloser Glutenproteine aus der Nahrung schaffen.

Handelt es sich bei einer Intoleranz ursächlich um ein falsch oder zu wenig gebildetes Enzym, so spricht man auch von einer Idiosynkrasie oder idiosynkratischen Enzymopathie (z. B. im Falle der Laktoseintoleranz).